# Саут Шийлдс
Саут Шийлдс (на английски: South Shields) е град в Северна Англия, общинско графство Тайн и Уиър. Разположен е на десния бряг на река Тайн при нейното вливане в Северно море. Населението му е около 90 000 души.

## Личности
- Родени в Саут Шийлдс
  - Ерик Айдъл (р. 1943), актьор
  - Ридли Скот (р. 1937), режисьор
  - Пери Едуардс (р. 1993), певица